# Microglanis parahybae
Microglanis parahybae es una especie de peces de la familia Pseudopimelodidae en el orden de los Siluriformes.

## Morfología
Los machos pueden llegar alcanzar los 8 cm de longitud total.

## Alimentación
Es omnívoro.

## Hábitat
Es un pez de agua dulce y de clima tropical 21 °C-26 °C).

## Distribución geográfica
Se encuentran en Sudamérica: en Argentina y  cuenca del río Paraíba do Sul en Brasil.